# A galaxis őrzői
A galaxis őrzői (eredeti cím: Guardians of the Galaxy)  2014-es amerikai 3D-s amerikai szuperhősfilm, amely Marvel Comics képregény alapján készült. A film rendezője James Gunn, aki a forgatókönyvet is írta Nicole Perlmannel együtt. A film főszereplői Chris Pratt, Zoë Saldana, Dave Bautista, Vin Diesel, Bradley Cooper, Lee Pace, Michael Rooker, Karen Gillan, Djimon Hounsou, John C. Reilly, Glenn Close és Benicio del Toro.
A galaxis őrzőiben Peter Quill kénytelen szövetséget kötni négy földönkívüli számkivetettel, miután el akar lopni egy nagy erejű gömböt.
Az Amerikai Egyesült Államokban 2014. augusztus 1-jén mutatták be. Magyarországon szinkronizálva 2014. augusztus 14-én.

## Cselekmény
Föld, 1988. A kis Peter Quill anyja haldoklik, halála előtt azonban még látni akarja fiát, és egy búcsúajándékot ad neki. A felzaklatott Peter anyja halála után kirohan a kórházból, amikor egy űrhajóval találkozik, akik magukkal viszik. A hajót Yondu, egy fosztogatócsapat vezetője irányítja, akinek le kellene szállítani Petert az apjának egy egyezség szerint, ő viszont inkább magánál tartja.
26 évvel később Peter immár felnőtt és a fosztogatókhoz tartozik Űrlord néven. Legújabb fosztogatása közben megszerzi a Gömböt, egy végtelen követ rejtő tárgyat, amire a Kree fanatikus, Ronan és Yondu is pályázik, ám Peter maga akarja eladni a Bróker nevű xandari kereskedőnél a tárgyat, hogy a teljes bevételt ő kapja. Ám a Bróker Ronan érintettsége miatt – aki Xandar elpusztítását vette a fejébe – nem akarja az árut, majd Peter az utcára lépve két nagy problémába is belekerül. Az egyik okozói a mosómedvére emlékeztető Mordály és társa, az élő fa Groot, akik a Yondu által Peterre kitűzött vérdíjat akarják megkaparintani; a másik okozója Gamora, Ronan szövetségese, aki a Gömböt akarja megszerezni, hogy azt átadhassa nevelőapjának, Thanosnak. Az eredmény végül az, hogy mindannyiukat elfogja a Nova hadtest és a Kyln nevű börtönbolygóra szállítja.
A helyen Gamora komoly veszélybe kerül, mivel több rab, köztük Drax, a Pusztító családját is Ronan ölette meg, akik Gamorán akarnak bosszút állni. A helyzetből Peter menti meg, ugyanis kiderül, hogy Gamora elárulta Ronant, és a Gömböt egy harmadik félnek akarja leszállítani. Mordály és Groot segítségével megszöknek a börtönből, hogy a vevőhöz jussanak, ám Drax is velük tart, hogy Gamorát felhasználva Ronan közelébe kerüljön és megölje őt.
Az összeverődött csapat a Tudástérhez megy, hogy találkozzanak a vevővel, a Gyűjtőként is ismert Tanaleer Tivannal. Tivan megmutatja nekik a Gömb által rejtett végtelen követ, majd a kövekről tartott rövid bemutató után kifizetné őket, amikor szolgája, Carina a kőhöz ér, hogy véget vessen rabságának. A kő megöli Carinát és felrobbantja a helyiséget, amit látva Gamora gyorsan elviszi a Gömböt. Most már a Xandar hadtesthez akarják vinni, ám ekkor megjelenik Ronan, akit Drax hívott ide, hogy végre leszámoljon vele. Amíg Ronan egy összecsapásban legyőzni Drax-et a többiek menekülnének a Gömbbel, ám Nebula, Gamora fogadott testvére az űr szélénél kilövi Gamora hajóját és megszerzi a Gömböt. Gamora lassan halálra fagyna, ám Peter megmenti az életét azzal, hogy feladja magát Yonduéknak, akik felszedik őket az űrhajóra.
A hajón Yondu végezni akar Quill-lel annak árulása miatt, ám Peter meggyőzi, hogy a Ronan flottáját ismerő Gamora segítségével megszerezhetik a követ tőle, amit aztán Yondu kapna meg. Később csatlakozik hozzájuk Mordály, Groot és Drax is, akik kimenteni mentek volna Petert és Gamorát. Peter egy rövid tanácskozáson együttműködésre bírja a csapatot. A fosztogatók a Nova hadtest segítségével megtámadják a Fekete Lótuszt, Ronan hadihajóját, amire feljutva összecsapnak Ronan csatlósaival. Míg Gamora Nebulát győzi le – aki végül leugrik a hajóról – Peter egy Mordály által épített fegyverrel próbálja megölni Ronant, sikertelenül, ám ekkor Mordály belevezeti Peter űrhajóját, a Milánót a hadihajóba. A hajó ekkor zuhanni kezd, Groot viszont a csapat köré pajzsot von magából, ezzel saját magát áldozva fel a többiek épségben maradásáért.
A földre érve Ronan még mindig él és a kalapácsába tett végtelen kővel próbálja elpusztítani a bolygót, ám Peter táncolásával eltereli a figyelmét, amíg Mordály egy fegyverrel szétlövi a kalapácsot. A kieső végtelen követ Peter elkapja, majd a csapat megfogja egymás kezét, hogy a kő erejét eloszlassák maguk közt, majd a kővel megölik Ronant. Ezután Gamora visszazárja egy gömbbe a követ, amit az egyezmény értelmében Quill átad Yondunak – de csak látszólag, ugyanis Peter kicserélte egy másik gömbre, amibe egy babát rakott, az igazit pedig átadta a Nova hadtestnek. A hadtest hálából egy új hajót ad, amit igyekeznek minél jobban a Milánóhoz hasonlóvá tenni. Eközben Drax rájön, hogy Ronan csak báb volt, így inkább Thanost kellene megölnie, míg a Grootból hátramarad egyik ágat Mordály elülteti, amiből egy új Groot kezd el születni. A film végén Peter kibontja az anyjától közel 30 éve kapott ajándékot, ami egy válogatáskazettát tartalmaz, amit miután felrakott, a csapat új kalandra indul.
A stáblista előtti jelenetben a kicsi Groot látható, amint a The Jackson 5 „I Want You Back” című dalára táncol, addig, amíg a késeit tisztogató Drax oda nem néz. A stáblista utáni jelenetben a Gyűjtőt láthatjuk, aki gyűjteménye roncsainál szomorkodik, míg gyűjteménye két megmaradt darabja, az űrkutya Cosmo és Howard, a kacsa próbálja vigasztalni.

## Szereplők
| Színész              | Szerep                    | Magyar hang         | Leírás |
| -------------------- | ------------------------- | ------------------- | --- |
| Chris Pratt          | Peter Quill / Űrlord      | Miller Zoltán       | Az Őrzők félig ember, félig idegen vezetője, akit 1988-ban gyermekként elraboltak Missouriból, és a fosztogatók nevelték fel. |
| Wyatt Oleff (gyerek) | Peter Quill / Űrlord      | Straub Martin       | Az Őrzők félig ember, félig idegen vezetője, akit 1988-ban gyermekként elraboltak Missouriból, és a fosztogatók nevelték fel. |
| Zoë Saldana          | Gamora                    | Solecki Janka       | Idegen világból származó árva, aki megváltást keres múltbéli bűneiért. Thanos képezte ki, hogy a személyes bérgyilkosa legyen. |
| Dave Bautista        | Drax, a pusztító          | Ifj. Jászai László  | Harcos, aki bosszút akar állni a családja haláláért, amit Ronan okozott neki. |
| Vin Diesel           | Groot                     | Dézsy Szabó Gábor   | Fához hasonló humanoid, ő Mordály bűntársa. |
| Bradley Cooper       | Mordály                   | Kálloy Molnár Péter | Genetikailag módosított mosómedveszerű fejvadász, zsoldos, a fegyverek és a harci taktika mestere. |
| Lee Pace             | Ronan, a vádló            | Galambos Péter      | Kree fanatikus és háborús bűnös, aki beleegyezik, hogy visszaszerezzen egy ereklyét Thanosnak, cserébe halálos ellenségei, a Xandariak megsemmisítéséért. Ronan és sakaarai serege levadássza az Őrzőket, amikor azok akadályozzák céljait. |
| Michael Rooker       | Yondu Udonta              | Scherer Péter       | Kék bőrű bandita, aki a fosztogatók vezetője és Quill apa figurája. |
| Karen Gillan         | Nebula                    | Varga Gabriella     | Thanos örökbefogadott lánya, akit Gamora testvéreként neveltek fel, és aki Ronan és Thanos hűséges hadnagya. |
| Djimon Hounsou       | Korath                    | Barabás Kiss Zoltán | Kree, Ronan szövetségese, aki egy rettegett intergalaktikus vadász. |
| John C. Reilly       | Rhomann Dey               | Besenczi Árpád      | A Nova Corps, a Nova Birodalom katonai és rendőri erőinek tiszthelyettese. |
| Glenn Close          | Irani Rael                | Menszátor Magdolna  | A Nova Corps vezetője, akit Első Nova néven ismernek, és akinek az a feladata, hogy megvédje a Nova Birodalom polgárait és fenntartsa a békét.                                                                                              |
| Benicio del Toro     | Taneleer Tivan / A Gyűjtő | Viczián Ottó        | A galaxis legnagyobb csillagközi fauna-, ereklye- és fajgyűjteményének megszállott őrzője, aki egy Knowhere nevű helyen működik az űrben.                                                                                                   |
| Josh Brolin          | Thanos                    | Kőszegi Ákos        | az Őrült Titán, Gamora és Nebula nevelőapja. |
| Sean Gunn            | Kraglin Obfonteri         | Szatmári Attila     | Yondu első tisztje. |
| Alexis Denisof       | A Másik                   | Reviczky Gábor      | A Chitauri nevű idegen faj zord vezetője. Thanos szolgája, és telepatikus erőket használ. |
| Ophelia Lovibond     | Carina                    | Dögei Éva           | A Gyűjtő rabszolga. |
| Peter Serafinowicz   | Garthan Saal              | Hirtling István     | A Nova Corps tisztje. |
| Gregg Henry          | Jason Quill               | Szélyes Imre        | Quill nagyapja. |
| Laura Haddock        | Meredith Quill            | Balsai Móni         | Quill anyja. |
| Melia Kreiling       | Bereet                    | Sipos Eszter Anna   | Peter Quill partnere. |
| Christopher Fairbank | A Bróker                  | Fodor Tamás         | Bróker. |
| Tom Proctor          | Horuz                     | Bácskai János       | Fosztogató. |
| Fred kutya           | Cosmo                     | Nem beszél          | A Gyűjtő múzeumának részét képező kutya. |
| Nathan Fillion       | Óriás fegyenc (hang)      | Papucsek Vilmos     | Bűnöző. |
| Seth Green           | Howard, a kacsa           | Kassai Károly       | A Gyűjtő egyik gyűjteménye. |

## Díjak és jelölések
| Év   | Díj       | Kategória                   | Eredmény |
| ---- | --------- | --------------------------- | -------- |
| 2015 | BAFTA-díj | Legjobb vizuális effektusok | Jelölve  |
| 2015 | BAFTA-díj | Legjobb smink és maszk      | Jelölve  |
| 2015 | Oscar-díj | Legjobb vizuális effektusok | Jelölve  |
| 2015 | Oscar-díj | Legjobb smink és maszk      | Jelölve  |